# ディエヴトゥリーバ
ディエヴトゥリーバ (ラトビア語: Dievturība) は、13世紀にキリスト教化される以前のラトビア人の民間信仰を復活させ継続していると主張している民族宗教もしくはネオペイガニズム運動。信者はディエヴトゥリ(ラトビア語: Dievturi 単:ディエヴトゥリス Dievturis)と自称する。これは「ディエヴスを守る者たち」、「ディエヴスと調和して暮らす人々」を意味する。この運動は、主にラトビアの民間伝承や民謡 (ダイナス)、ラトビア神話を基礎としている。
ディエヴトゥリーバは1925年にエルネスツ・ブラスティンシュとカールリス・マロヴスキス＝ブレグジスによって創始または中興された。1940年にソビエト連邦による弾圧を受けたが、亡命者のコミュニティで生き残り、1990年にラトビアで再び合法化された。2018年の時点で、およそ600人から800人が公式にディエヴトゥリーバのメンバーとして活動している。

## 歴史

### エルネスツ・ブラスティンシュの時代

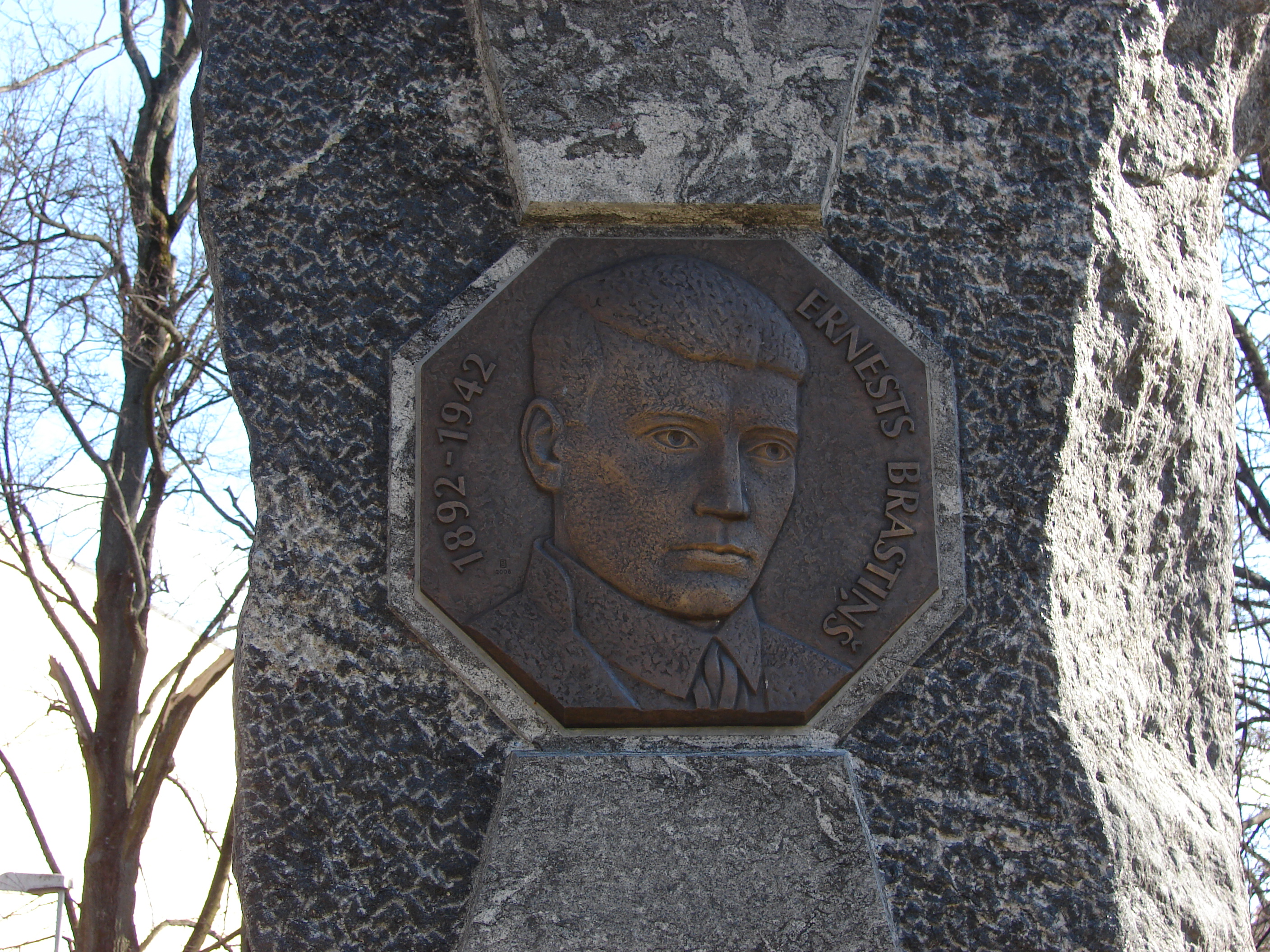
リガのクロンヴァルド公園にあるエルネスツ・ブラスティンシュの肖像

ディエヴトゥリーバ運動の起源は、19世紀の第一次ラトビア民族覚醒運動でラトビアの伝承を収拾し、第一次世界大戦でラトビア独立を目指して戦った青年ラトビア (ラトビア語: jaunlatvieši) 運動に遡ることができる。1925年、エルネスツ・ブラスティンシュとカールリス・マロヴスキス＝ブレグジスが「ラトビア宗教の復興」を宣言し、ディエヴトゥリーバ運動を始めた。彼らは1926年にラトビア・ディエヴトゥリ集会 (Latvju Dievtur̦u Draudze) を設立した。しかし2人の運動の構想には相違点があった。マロヴスキス＝ブレグジスが家族や小さなコミュニティの身近な関係の中での活動を志していたのに対し、ブラスティンシュはこれを政治運動化して多くの人々を引き込もうと考え、組織を作り、公共の場で明確な声明を出すこともいとわなかった。マロヴスキス＝ブレグジスは自身の結成した団体を登録する一方、ブラスティンシュも1927年の時点で既に独自の団体を結成し登録していた。二人は1929年に決別し、以降ディエヴトゥリーバは主にブラスティンシュの名の下で展開されるようになった。
マロヴスキス＝ブレグジスの団体は1930年代前半に消滅したが、ブラスティンシュのラトビア・ディエヴトゥリ集会は1935年に世俗団体として再登録するよう強制されてからも活動を続けた。こうしてブラスティンシュは初期ディエヴトゥリーバ第一の中心人物となった。彼は芸術家、アマチュアの歴史家、民俗学者、考古学者といった顔も持っていた。彼は数々の古代ラトビアの建築物に関する文献を執筆し、『ラトビアのダイナスの神話的観念の索引』を著した。また1932年の著書『ディエヴトゥリ・カテキズム』は、ディエヴトゥリーバにおいて中心的なインスピレーションをもたらす文書となった。他の戦間期の理念的指導者としては、アルヴェードス・ブラスティンシュやアルフレードス・ゴバが挙げられる。
1920年代から1930年代にかけて、ディエヴトゥリーバ運動は数々の文化人から注目を集めた。例えば、画家のイェーカブス・ビーネ、作家のヴォルデマールス・ダンベルグス、ヴィクトルス・エグリーティス、文学史家でアルフレードス・ゴバの批判者となったユリス・コサ、作曲家のヤーニス・ノルヴィリスやアルトゥールス・サラクスなどがいる。一般大衆に浸透する試みは失敗に終わったものの、ディエヴトゥリーバは芸術家や知識人を通して相当量の民間伝承を収集することができた。1933年から1940年にかけて、ラトビア・ディエヴトゥリ集会は『ラビエティス』（Labietis、善良な、高貴な者の意）と題した雑誌を刊行した。ノルヴィリス、サラクス、それに作曲家兼指揮者のヴァルデマールス・オゾリンシュ、ラトビアの伝統的なコクレ（弦楽器）やトリーデクスニス（鳴子のような打楽器）、合唱を取り入れた小音楽シーンを作成した。また彼らは伝承音楽を祝賀曲にアレンジしたり、ディエヴトゥリーバの理念に触発されたオリジナルの曲を作曲したりした。

### 弾圧と亡命者の活動

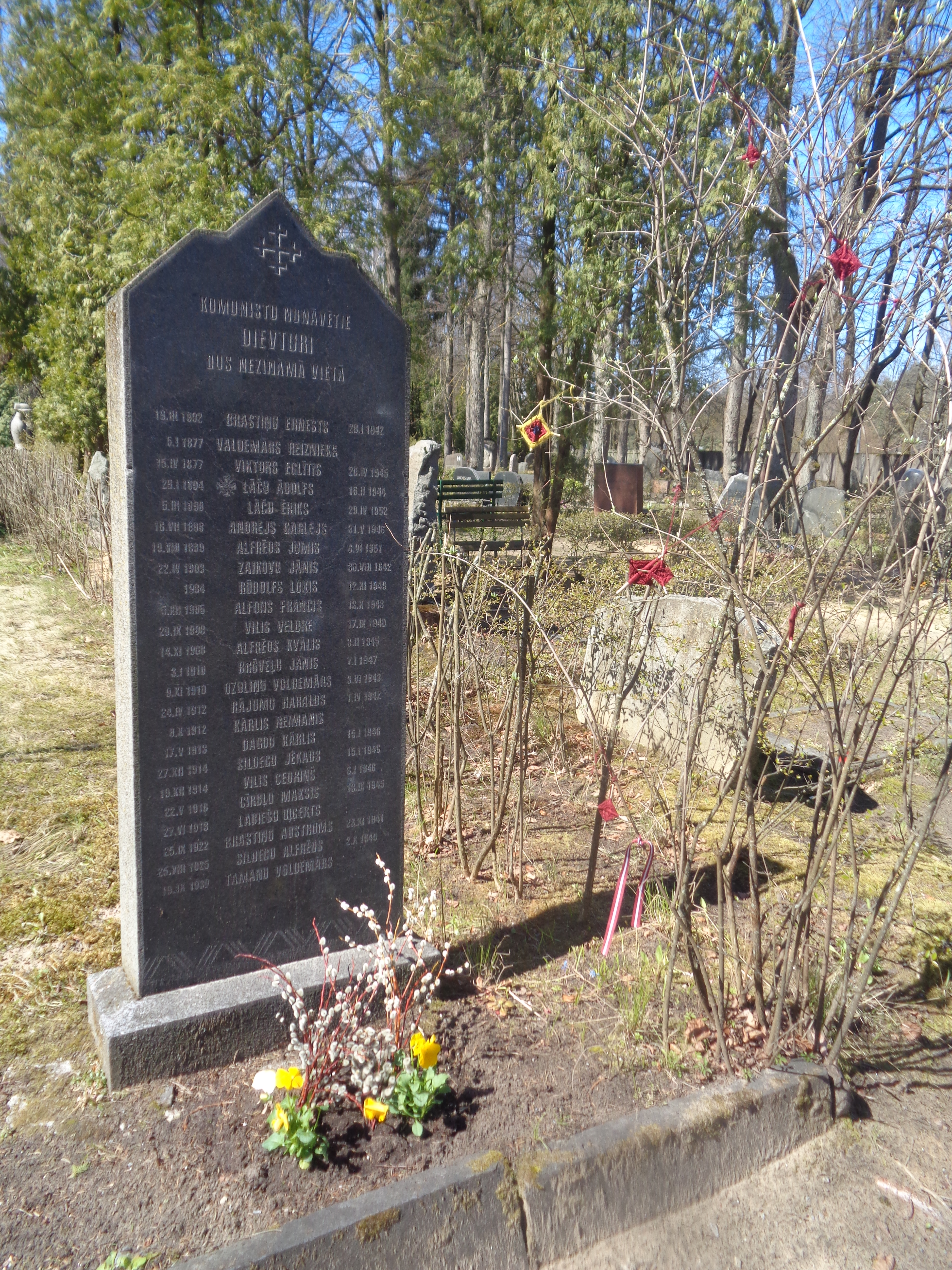
リガの「森の墓地」にある、1942年から1952年にかけて共産主義者により殺害されたディエヴトゥリを記念する慰霊碑

1940年にソビエト連邦がラトビアを占領すると、ディエヴトゥリーバは弾圧され、散り散りになった。ブラスティンシュは1941年にソ連の強制労働収容所に送られて1942年に処刑され、他の指導者たちもシベリアへ流刑にされたり、西方へ亡命したりした。
ラトビアがソ連に支配されている間、ディエヴトゥリーバは国外の亡命者のコミュニティで細々と存続していた。初期にはドイツやスウェーデンで活動がみられたが、1947年にエルネスツ・ブラスティンシュの兄弟アルヴェードス・ブラスティンシュがアメリカで立ち上げた組織が最大勢力となった。アルヴェードスは自ら大指導者 (Dižvadonis) と名乗り、1985年に死去するまでこの地位にあった。各地の亡命者により枝分かれしていたディエヴトゥリーバ運動は、1971年にイリノイ州に拠点を置くラトヴィアン・チャーチ・ディエヴトゥリのもとに統一された。先立つ1955年にはネブラスカ州リンカーンでラビエティス誌が再刊され、1977年初頭にはウィスコンシン州に宗教集合施設「ディエヴセータ」（Dievsēta、「ディエヴスの屋敷」の意）が建設された。こうした亡命者たちの運動は必ずしも明確に宗教色を出していたわけではなく、より広範にラトビア文化を亡命者の共同体の中で維持し振興する活動となっていた。アルヴェードス・ブラスティンシュの後はヤーニス・パリエプス（1985年–1990年）、マルジェルス・グリーンス（1990年–1995年）、ユリス・クリャヴィンシュ（1995年–2000年）と指導者の座が受け継がれ、2000年以降はパリエプスが再任している（2005年現在）。
ラトビア・ソビエト社会主義共和国では、ディエヴトゥリーバの参加者や関心を寄せる者たちが、婚礼や葬儀の際に運動のシンボルや特徴的な身振りを行うという形で活動を続けていた。1983年にソビエト当局がおこなったディエヴトゥリーバ弾圧の報告書によれば、活動家インツ・ツァーリーティスや詩人グナルス・フレイマニスのように、ディエヴトゥリーバの宗教に興味を持って他と違う環境に身を置くラトビア人が存在していた。ソビエト当局は、ディエヴトゥリーバの参加者をナチズム活動家とみなして摘発した。

### 復活

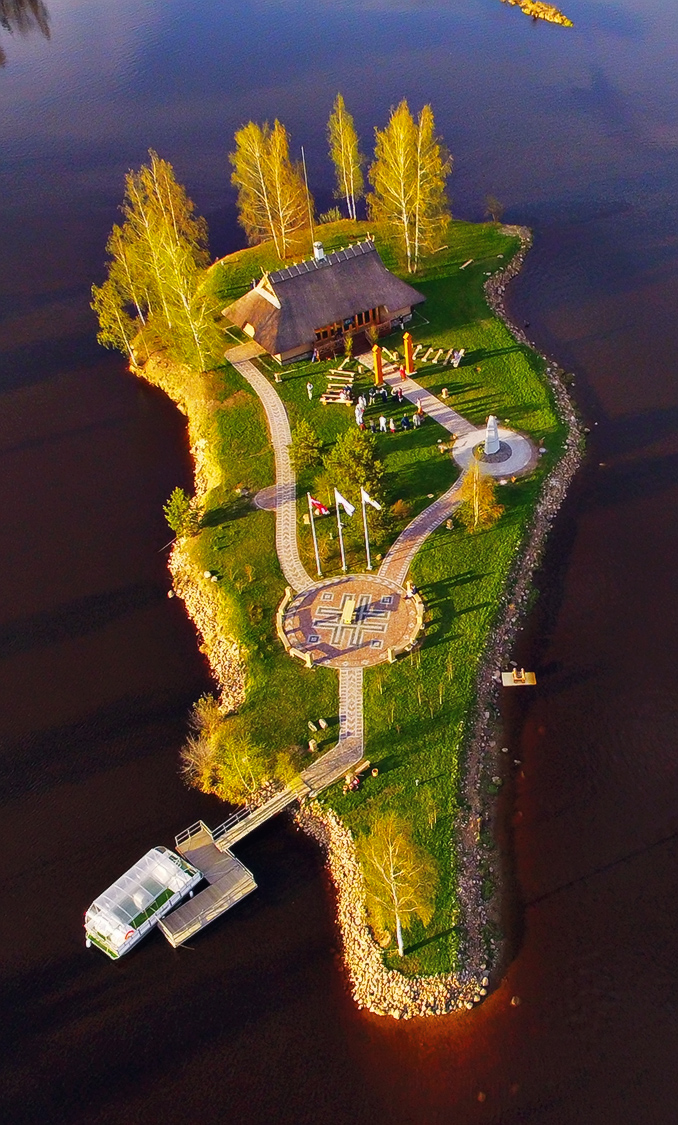
ラトビアのロクステネス・ディエブトゥル・スヴェートニーツァの空撮写真

1986年、ふたたびラトビアの歴史や伝承に注目が集まるようになると、ラトビア内のディエヴトゥリーバも復興に向けた活動を始めた。その中心となったのは、陶芸家のエドゥアルドス・デトラヴス（1919年–1992年）だった。ディエヴトゥリーバは、1990年4月18日にLatvijas Dievturu Sadraudze (Congregation of Latvian Dievturi、略称LDS) の名で宗教団体として再公認された。1992年にデトラヴスが死去すると、亡命ディエヴトゥリ教会から戻ってきたマルジェルス・グリーンスが1995年までLDSを率い、そこから1998年まではヤーニス・ブリクマニスが、その後はロマーンス・プッサルスが指導者となっている。
1990年代を通して、ディエヴトゥリーバ運動はその活動を改新し、ヨーロッパにおける知的なネオペイガンの潮流の一つとなった。2000年代初頭には、ラトビアで16団体が活動していた。そのほとんどはLDSの傘下にあるが、独立して活動しているものもあった。ディエヴトゥリーバ運動内での対立点としては、どこまで戦間期の要素を追認するべきか、またキリスト教とディエヴトゥリーバはどのような関係を持てばよいのか（両立できると考える信者もいる）といった問題がある。
2017年5月6日、LDSはロクステネス・ディエブトゥル・スヴェートニーツァを開いた。これは起業家のダグニス・チャークルスの出資により、プリャヴィニャスに近いダウガヴァ川の島に建設されたものである。
2018年現在、LDS は中央の委員会と8つの地域団体で構成されており、参加しているディエヴトゥリの総数は600人から800人ほどである。LDSの会長はアンドレイス・ブロクスで、芸術家のヴァルディス・ツェルムスが名誉会長と評議会長を務めている。ツェルムスはLatvju raksts un zīmes（「ラトビアのパターンとシンボル」、2008年）やBaltu dievestības pamati（「バルト宗教の基礎」、2016年）を著し、バルト・ネオペイガニズムに影響を与えた人物である。

## 信仰
ディエヴトゥリーバは主にラトビアの民間伝承、伝統的な民謡 (ダイナス)、ラトビア神話を基礎としている。主神はディエヴァス（ディエヴス）で、精神と物質、父と母、善と悪といった背反する二重性を統一している。他の神々は、それぞれディエヴァスの一側面であったり、神格化されない霊の形態であったりする。例えば女神マーラは、ディエヴァスの母としての一面を象徴している。同じく女神のライマもディエヴァスの側面の一つで、因果関係、炎、運命と結びついている。
現代のディエヴトゥリーバには、必要に応じて歴史的なラトビアの宗教と相違する部分も出てきている。例えば、ラトビアの古い異教に神々の三位一体の概念があったという証拠はないが、ディエヴトゥリーバではディエヴァスとマーラ、ライマを三位一体の神格とみなしている。他にも、ディエヴトゥリーバ神学内ではいくつかの三位一体の神々の組が考えられている。
人間は、ディエヴァスの意思により生まれつき善であると信じられている。また人間は、肉体（ミエサあるいはアウグムス）、アストラル体、魂（ディエーセレ）の三つが重なった存在であると考えられている。人間が死ぬと、肉体は消滅し、アストラル体は「影の世界」（ヴェリュ・ヴァルスツ）に入って徐々に消滅し、魂は不滅でディエヴァスと一体化するとされる。
秋が終わり冬に入る頃が、亡くなった祖先を追憶する時であると考えられている。秋の暗くなったころに、ディエヴトゥリーバの人々は夏の作物の収穫を感謝するために、亡くなった親族に食物を備える儀式を行っている。